# لويجي بيانكي
لويجي بيانكي (31 أغسطس 1885 ميلانو إيطاليا - 22 نوفمبر 1976 ميلانو إيطاليا) هو لاعب كرة قدم إيطالي سابق كان يلعب كلاعب وسط.